# 8787 Ignatenko
8787 Ignatenko è un asteroide della fascia principale. Scoperto nel 1978, presenta un'orbita caratterizzata da un semiasse maggiore pari a 3,1528068 UA e da un'eccentricità di 0,1617882, inclinata di 10,57533° rispetto all'eclittica.